# Rapid Rectilinear

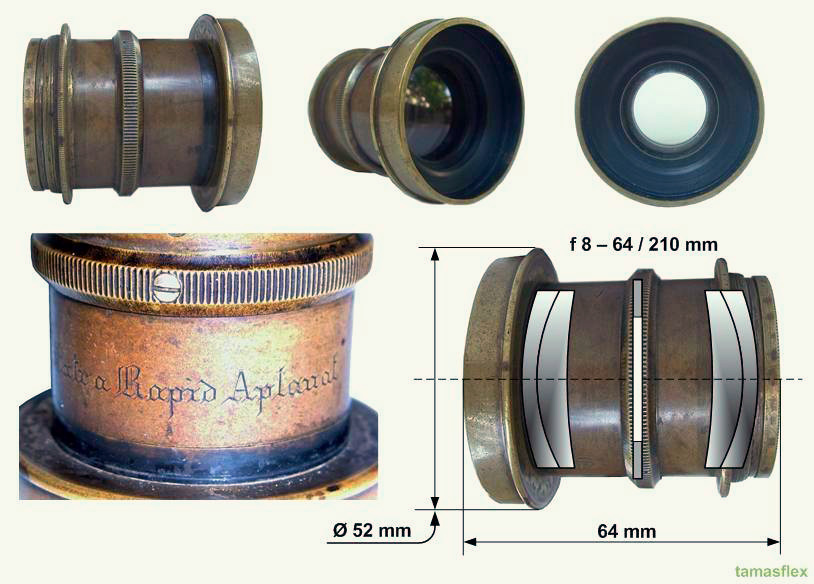
Extra Rapid Aplanat fényképezőgép-objektív

A Rapid Rectilinear név alatt az ún. aplanát objektívet kell érteni, amely két egybevágó akromatikus lencse kombinációja. Ezekkel a felvevőlencsékkel a képhibák közül a ferdén beeső fénynyaláboknál jelentkező nyíláshibákat (kóma), torzítást és színnagyítási hibákat lehet jelentős mértékben csökkenteni.
Nyílásviszonyuk 1:6 - 1:8 között van. Képszögük 60 fokig fokozható.

## Külső hivatkozások
- Rapid Rectilinear cikk